# بابلو سالازار
بابلو سالازار (بالإسبانية: Pablo Salazar)‏ (21 نوفمبر 1982 بسان خوسيه في كوستاريكا - ) هو مدرب كرة قدم ولاعب كرة قدم كوستاريكي في مركز الدفاع، شارك في الألعاب الأولمبية الصيفية 2004. وشارك مع منتخب كوستاريكا لكرة القدم. أما مع النوادي، فقد لعب مع نادي جامعة كوستاريكا ‏ ونادي كارتاهينيس ونادي ألاجولينسي وA.D. Municipal Liberia ‏ وVenados F.C. ‏ ونادي هيريديانو.

## وصلات خارجية
- بابلو سالازار على موقع الاتحاد الدولي (مؤرشف)  (الإنجليزية)
- بابلو سالازار على موقع قاعدة بيانات كرة القدم.إي يو (الإنجليزية)
- بابلو سالازار على موقع ناشيونال فوتبول تيمز (الإنجليزية)
- بابلو سالازار على موقع Soccerway.com (الإنجليزية)
- بابلو سالازار على موقع أوليمبيديا (الإنجليزية)